# Carmen Herrero Blanco
Carmen Herrero Blanco (Madrid, 1948) és una economista espanyola. És catedràtica de Fonaments de l'Anàlisi Econòmica la Universitat d'Alacant des de 1986. És autora de nombroses recerques el fons comú de les quals és la preocupació implícita pels problemes socials, especialment els relacionats amb l'equitat, el benestar social i l'economia de la salut.
Es va llicenciar en Ciències Matemàtiques per la Universitat Complutense de Madrid en 1970. Va obtenir el seu doctorat en Ciències Matemàtiques en 1979 per la Universitat de València.

## Obres
- Herrero, C., A. Soler y A. Villar (2013): Desarrollo humano en España: 1980-2011. València: Ivie.
- Herrero, C., A. Soler y A. Villar (2013): La pobreza en España y sus comunidades autónomas: 2006-2011. València: Ivie.
- Herrero, C. (dir.), J.M. Abellán, P. Cubí, J.E. Martínez, I. Méndez y F.I. Sánchez (2011): Siniestralidad vial en España y la Unión Europea. 1997-2007. Bilbao: Fundación BBVA.
- Herrero, C., A. Soler y A. Villar (2010): Desarrollo humano en España. 1980-2007. València:Fundació Bancaixa.
- Cubí, P. y C. Herrero (2008): Evaluación de riesgos y del impacto de los accidentes de tráfico sobre la salud de la población española (1996-2004). Bilbao: Fundación BBVA.
- Herrero, C., A. Soler y A. Villar (2004): Capital Humano y Desarrollo Humano en España, sus Comunidades Autónomas y Provincias. 1980-2000. València: Fundació Bancaixa.

## Premis i reconeixements
- Premi Rei Jaume I en Economia, 2017.[2]
- Doctora honoris causa per la Universitat de Granada (2014).[3]